# Französisches Paradox

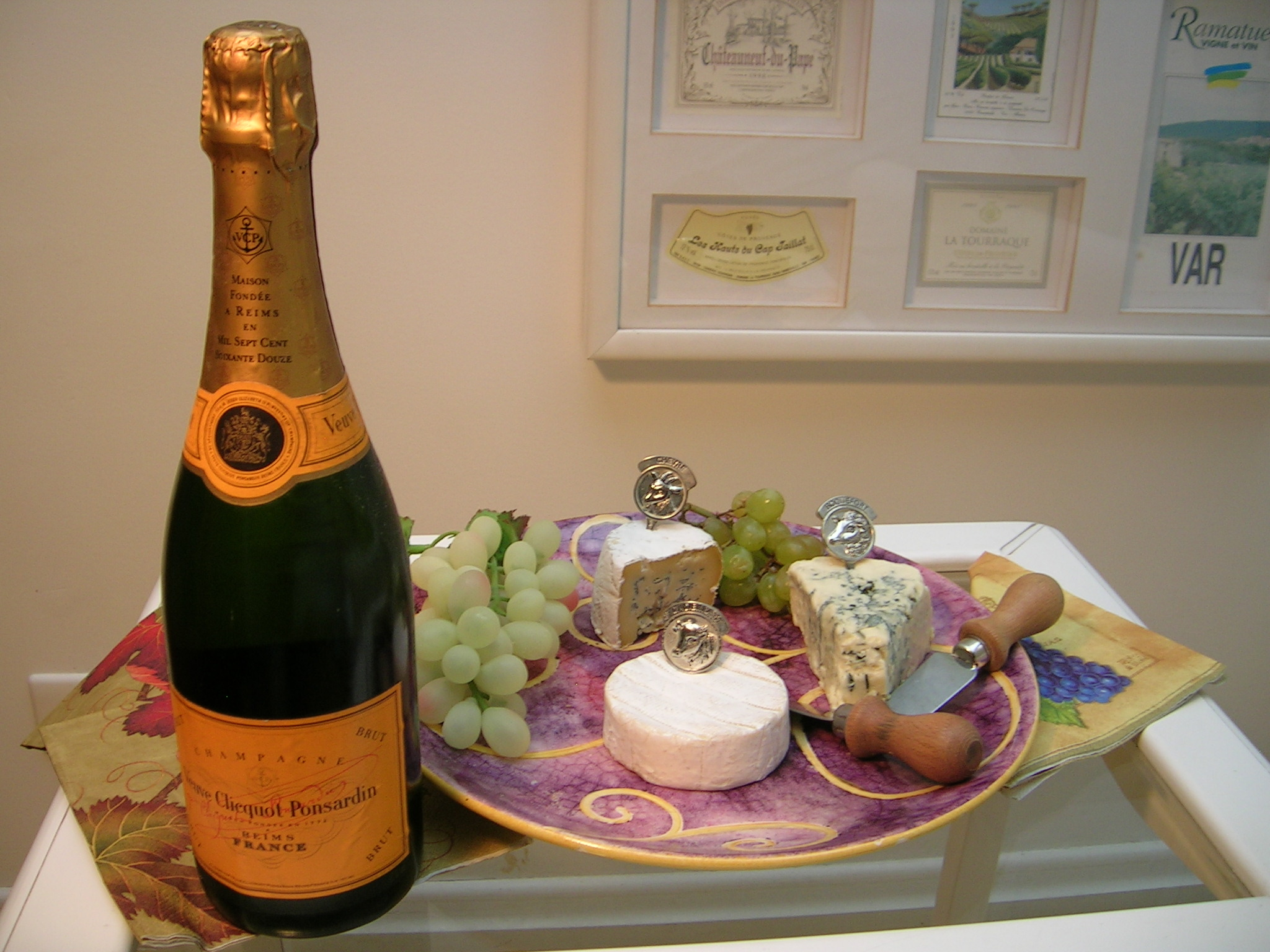
Alkoholhaltige Getränke und Käse, vermeintlich gesundheitsfördernde Nahrungsmittel

Das französische Paradox bezeichnet eine niedrigere Inzidenz in der Mortalität durch Kardiovaskuläre Erkrankungen wie Herzinfarkte in Frankreich im Vergleich zu anderen Ländern, obwohl dort die durchschnittliche Ernährung vergleichsweise viel gesättigte Fettsäuren und Alkohol enthält. Die Ursache dieser Inzidenz wird wissenschaftlich diskutiert.

## Geschichte
1819 stellte der irischen Arzt Samuel Black einen Zusammenhang zwischen Weintrinken und niedriger Herzinfarktrate her.
Eine 1981 veröffentlichte epidemiologische Studie der französischen Forscher Jacques L. Richard, François Cambien und Pierre Ducimetière kam zu den Schluss, dass weniger tödliche Herzinfarkte bei Franzosen beobachtet wurden, die häufiger rauchten und höhere Mengen gesättigter Fette zu sich nahmen. Der Begriff französisches Paradox wurde 1992 von Serge Renaud und Michel de Lorgeril geprägt, Forscher an der Universität Bordeaux. Renaud und de Lorgeril vermuteten antioxidative Polyphenole des Rotweins und insbesondere Resveratrol als Ursache. Die Inzidenzen sowohl von kardiovaskulären Ereignissen als auch von der Mortalität zeigen eine J-förmige Kurve mit zunehmendem Weinkonsum mit einem Minimum bei Konsum von 21 Gramm Ethanol in Form von Wein pro Tag.
1991 erlangte das Paradox große Popularität, als Morley Safer in der US-amerikanischen Sendung „60 Minutes“ sagte, US-Amerikaner hätten ein dreimal höheres Risiko für Herzinfarkte als Franzosen und folgerte: „Es steht nun unumstößlich fest: Alkohol – insbesondere Rotwein – reduziert das Risiko für Herzerkrankungen“. Die Rotwein-Industrie nutzte den Sager, um Werbeplaketten um Rotweinflaschen zu hängen und somit Rotweinkonsum als gesund zu vermarkten. Tatsächlich sprangen aufgrund der Fernsehsendung die Rotweinverkäufe um 40 % in die Höhe.
Während sich die Forschung zunächst auf Resveratrol konzentrierte, werden heute zunehmend auch Milch und Käse als mögliche Ursache untersucht. Weiterhin werden andere Stoffe aus über 25.000 Stoffen in der menschlichen Ernährung und ihre gemeinsame Wirkung untersucht.

## Erklärungsansätze
Verschiedene Erklärungsansätze, von denen einige sich auf Bestandteile der französischen Küche fokussieren, sind diskutiert worden.

### Rotwein
Polyphenole und insbesondere Resveratrol in Rotwein werden als eine mögliche Ursache diskutiert. Resveratrol bindet an verschiedene Proteine. Die antioxidativen Eigenschaften von Resveratrol und anderen Polyphenolen aus Wein tragen vermutlich hauptsächlich zur Wirkung bei, allerdings werden weitere klinische Studien benötigt für eine gesicherte Aussage. Vermutlich hemmt Resveratrol eine Entzündung in Blutgefäßen. Es wurde postuliert, dass Resveratrol, eine Komponente in Trauben und daraus hergestelltem Rotwein, sich positiv auf gewisse Autoimmunkrankheiten oder Herzkrankheiten auswirken kann. Jedoch gibt es hierfür keine hochwertigen Evidenzen aus Tier- oder Humanstudien.
Neben Resveratrol wird Catechin für die positiven Gesundheitseffekte verantwortlich gemacht. Weiterhin wird Quercetin aus Rotwein untersucht.
In allen Fällen ist nicht bekannt, ob die in einem Rotweinglas enthaltene Menge überhaupt einen Effekt entfalten kann.

#### Alkohol
Renaud und de Lorgeril vermuteten, dass das Rotweintrinken, trotz des für den menschlichen Organismus giftigen Alkohols, offenbar gesund sein müsste. Dieser Effekt ergäbe sich daraus, dass mäßige Alkoholmengen von der Leber schadlos abgebaut werden könnten, andererseits aber durch den gefäßerweiternden Effekt des Alkohols die Wahrscheinlichkeit bestimmter Herz-Kreislauf-Erkrankungen sinke. Alkohol beeinflusst den Lipidstoffwechsel.
Eine Metaanalyse von 2023 hat dagegen ergeben, dass ein täglicher geringer bis moderater Alkoholkonsum (25 g Ethanol) keine günstige Auswirkung auf die Mortalität zeigt. Ein höherer Alkoholkonsum (bei Frauen über 25 g Ethanol, bei Männern über 45 g Ethanol) erhöht sogar die Mortalität. Zudem übt die alkoholproduzierende Industrie einen starken Einfluss auf entsprechende Forschung aus, wodurch wie bei der Tabakindustrie ein Bias der so geförderten, alkoholfavorisierende Studien vorliegt.

### Mittelmeerdiät
Nach den Daten des von 1979 bis 2002 dauernden MONICA-Projekts der WHO liegt die Zahl der Herzerkrankungen im Norden Frankreichs erheblich höher als im Süden Frankreichs. Dies wird als Hinweis auf eine große Bedeutung der mediterranen Ernährung auf die Herzgesundheit interpretiert. Pierre Ducimetière, einer der Wissenschaftler, die das Paradox als erste beschrieben hatte, distanzierte sich später von der Theorie und vermutete die Mittelmeerdiät als verantwortlich für die niedrigeren Raten an koronarer Herzerkrankung. Er kommt zu dem Schluss, dass aktuelle Daten zur koronaren Herzerkrankung die Existenz des Paradox widerlegen.

### Milchprodukte
Im Jahr 2004 wurden Daten aus der sogenannten Rotterdam-Studie veröffentlicht, die eine angemessene Versorgung mit Menachinon (Vitamin K2) mit einer Reduktion an Atherosklerose und einer geringeren Sterblichkeit in Verbindung brachte. Deshalb wurde vermutet, dass ein hinreichender Anteil von menachinonreichen Lebensmitteln Bedeutsamkeit für die Vorbeugung gegen kardiovaskuläre Komplikationen haben kann. Hartkäse, Weichkäse und Butter sind relativ ergiebige Quellen für Vitamin K2. Weiterhin wurde ein hoher Anteil an Rohmilchkäse und eine geringe Aufnahme von Oxysterol als Ursache vermutet.

### Vorgeburtliche und frühkindliche Ernährungssituation im 19. Jahrhundert
David J. P. Barker nennt Frankreich als Beispiel für eine Kultur, die gute pränatale und postnatale Versorgung schätzt und somit chronischen Erkrankungen vorbeugt, womit das französische Paradox von einem langjährigen Engagement für hervorragende Schwangerschaftsbetreuung herrühren würde.
Seit mehr als einem Jahrhundert haben die Franzosen ein hochentwickeltes System pränataler Versorgung für schwangere Frauen institutionalisiert, um die optimale Entwicklung der Föten sicherzustellen. Dies kam unter anderem aufgrund der weit verbreiteten Mangelernährung im Europa des 19. Jahrhunderts zustande, die von der französischen Regierung als Problem betrachtet wurde, da sie um ihre nationale Stärke fürchtete. Daher wurden gesetzliche Maßnahmen eingeleitet – einschließlich der routinemäßigen Speisung von Schulkindern und des regelmäßigen Wiegens von Schwangeren und Neugeborenen durch Hebammen –, um die Ernährung von Babys, Kindern und werdenden Müttern zu verbessern. Im Jahre 1871, nach der Niederlage im Deutsch-Französischen Krieg, machte es sich die französische Regierung endgültig zu ihrer institutionellen Verpflichtung, den Bestand an Soldaten durch erhöhte Aufmerksamkeit bezüglich der Gesundheit von zukünftigen Müttern und der richtigen Ernährung von Säuglingen zu erhöhen.